# مقاطعة غيلز (تينيسي)
مقاطعة غيلز (بالإنجليزية: Giles County, Tennessee)‏ هي إحدى مقاطعات ولاية تينيسي في الولايات المتحدة. ، وتبلغ مساحتها 1583 كم2، بلغ عدد سكانها 29485 نسمة في عام 2010 حسب إحصاء مكتب تعداد الولايات المتحدة وتصل الكثافة السكانية فيها 19 نسمة/كم2.

## أعلام
- جيمس ديفيد هيو
- دونالد ديفيدسون
- غريغوري مكدونالد
- جون بورغس
- برستون سميث
- جورج غوردون

## وصلات خارجية
- gilescounty-tn.us